# Stan Persky
Stan Joel Persky (* 19. Januar 1941 in Chicago, Illinois; † 15. Oktober 2024 in Berlin) war ein aus den Vereinigten Staaten stammender kanadischer Schriftsteller, Medienkommentator und Hochschuldozent. Der Schriftsteller gewann 2006 den Hubert Evans Non-Fiction Prize für sein Sachbuch The Short Version: An ABC Book und wurde  2010 mit dem Lieutenant Governor’s Award for Literary Excellence prämiert.

## Leben
Stanley Persky wurde in Chicago, Illinois, geboren. Bereits als Teenager knüpfte er Kontakt mit Jack Kerouac, Allen Ginsberg und den anderen Autoren der Beat-Generation, die ihn in seinen schriftstellerischen Ambitionen ermutigten. Seinen Militärdienst leistete Persky bei der United States Navy und siedelte dann nach San Francisco in den frühen 1960er Jahren über. Dort wurde er Teil einer Gruppe von Schriftstellern, zu denen auch Jack Spicer, Robert Duncan, Robin Blaser und George Stanley gehörten.
1966 zog Stan Persky zusammen mit Robin Blaser nach Vancouver, Kanada, wo er die University of British Columbia besuchte und seine Abschlüsse in Anthropologie und Soziologie machte. Er studierte bei dem Anthropologen Michael Kew, dem politischen Philosophen Bob Rowan und dem Soziologen Roy Turner. Darüber hinaus studierte er kurz als Graduiertenstudent bei dem Doktorvater Rowans, dem politischen Philosophen Joseph Tussmann, bei einem experimentellen Programm an der University of California, Berkeley.
Die kanadische Staatsbürgerschaft erhielt er 1972. Während der 1960er und 1970er Jahre war Persky ein prominentes Mitglied der Studenten- und Bürgerrechtsbewegung, ein frühes Redaktionsmitglied der Georgia Straight, einer frühen alternativen Tageszeitung, und – zusammen mit Dennis Wheeler – Mitbegründer des  Georgia Straight Writing Supplement, das später New Start Books werden sollte.
Nach der Universität arbeitete Persky bei der Vancouver Mental Patients Association und der Canadian Broadcasting Corporation, bevor er eine Stelle als College Instructor an der Abteilung für Soziologie des Northwest College in Terrace, British Columbia, erhielt. Darauffolgend unterrichtete er kurz am Malaspina College in Nanaimo, British Columbia und der Simon Fraser University in Burnaby. Seit 1983 war er Professor an der Capilano University in North Vancouver, zunächst für Politische Studien und danach für Philosophie. Seit 1990 lebte Persky zeitweilig in Vancouver und Berlin.
1989 veröffentlichte er Buddy’s: Meditations on Desire. In diesem Buch nutzte er die Geschichte von Buddy’s, einer populären Homosexuellen-Bar im West End von Vancouver, die im Frühling 1982 eröffnet hatte und im Sommer 1988 schließen musste, als Porträt der kanadischen Schwulenkultur der späten 1980er Jahre mit autobiografischen Elementen vor dem Hintergrund der Bedrohung durch den Humanen Immundefizienz-Virus. Dieses Werk brachte ihm 1990 die erste Nominierung für den Hubert Evans Non-Fiction Prize ein, den er 16 Jahre später mit dem ebenfalls autobiografisch eingefärbten The Short Version: An ABC Book (2005) gewinnen konnte. Als Stan Persky 2010 den Lieutenant Governor’s Award for Literary Excellence aufgrund seiner literarischen Verdienste erhielt, rühmte ihn sein Vorgänger Terry Glavin als den „Sokrates“ British Columbias, auf den die Region stolz sein könne: „Stan Persky is our Socrates. British Columbians can rightly boast that he is truly one of ours.“
Persky war der Autor von ungefähr 20 Büchern und arbeitete als Medienkommentator für CBC/Radio-Canada, als literarischer Kolumnist für The Globe and Mail und The Vancouver Sun. Darüber hinaus hat er für folgende Magazine Artikel verfasst:  The Body Politic, This Magazine, New Directions, Saturday Night, Books in Canada und The Tyee. Zudem war er ein regelmäßiger Artikelautor bei dem Szeneblog Dooney’s Cafe.
In seinem Reading the 21st Century: Books of the Decade 2000-2009 (2012) drückte Stan Persky seinen Skeptizismus gegenüber der kulturellen Krise aus, in der Printpublikationen verstärkt den Boden gegenüber den neuen Medien verlieren. Dabei beklagte er einen erheblichen Verlust der kognitiven Fähigkeiten als Folge der revolutionären technologischen Entwicklung in der Kommunikationstechnologie: „gradual, slow decline in reading and knowledge skills since 1975. I haven't seen any books challenging the data. I take the decline in reading and reading competence to be a symptom of the condition of encroaching ignorance.“
Persky starb im Oktober 2024 in Berlin an den Folgen einer Krebsoperation, Nierenversagen und Diabetes.

## Werk
- Lives of the French Symbolist Poets (San Francisco: White Rabbit Press, 1967)
- Wrestling the Angel (Vancouver: Talonbooks, 1977)
- Son of Socred (Vancouver: New Star, 1979)
- The House That Jack Built (Vancouver: New Star, 1980)
- At the Lenin Shipyard: Poland and the Rise of the Solidarity Trade Union (Vancouver: New Star, 1981)
- The Solidarity Sourcebook (Vancouver: New Star, 1982; herausgegeben zusammen mit Henry Flam)
- Flaunting It: A Decade of Gay Journalism from The Body Politic (Vancouver: New Star, 1982; herausgegeben zusammen mit Ed Jackson)
- Bennett II (Vancouver: New Star, 1983)
- America, the Last Domino: U.S. Foreign Policy in Central America Under Reagan (Vancouver, New Star, 1984)
- The Supreme Court of Canada Decision on Abortion (Vancouver: New Star, 1988; herausgegeben zusammen mit Shelagh Day)
- Fantasy Government: Bill Vander Zalm and the Future of Social Credit (Vancouver: New Star, 1989)
- Buddy’s: Meditations on Desire (Vancouver: New Star, 1989; 1991)
- Mixed Media, Mixed Messages (Vancouver: New Star, 1991)
- Then We Take Berlin: Stories from the Other Side of Europe (Toronto: Knopf Canada, 1995; Toronto: Vintage Canada, 1996); U.S. title: Boyopolis: Sex And Politics In Gay Eastern Europe (Woodstock, N.Y.: Overlook, 1996)
- Autobiography of a Tattoo (Vancouver: New Star, 1997)
- Delgamuukw: The Supreme Court of Canada Decision on Aboriginal Title (Vancouver: David Suzuki Foundation and Greystone, 1998; herausgegeben und kommentiert)
- On Kiddie Porn: Sexual Representation, Free Speech and the Robin Sharpe Case (Vancouver: New Star, 2001; zusammen mit John Dixon)
- The Short Version: An ABC Book (Vancouver: New Star, 2005)
- Topic Sentence: A Writer’s Education (Vancouver: New Star, 2007)
- Robin Blaser (Vancouver: New Star, 2010; zusammen mit Brian Fawcett)[11]
- Reading the 21st Century: Books of the Decade, 2000-2009 (Montreal and Kingston: McGill-Queen’s University Press, 2011)[12][10]

## Auszeichnungen und Nominierungen
- 1990: Shortlist Hubert Evans Non-Fiction Prize für Buddy’s[6]
- 2006: Gewinner des Hubert Evans Non-Fiction Prize mit The Short Version: An ABC Book[13]
- 2010: Lieutenant Governor’s Award for Literary Excellence[14]